# Rhopus longicornis
Rhopus longicornis is een vliesvleugelig insect uit de familie Encyrtidae. De wetenschappelijke naam is voor het eerst geldig gepubliceerd in 1974 door Trjapitzin & Herthevtzian.